# Rogo del Ballarin
Il Rogo del Ballarin (pronuncia Ballarìn) fu una tragedia avvenuta domenica 7 giugno 1981, mentre stava per avere inizio l'incontro di calcio Sambenedettese-Matera in programma nell'ultima giornata del Campionato di Serie C1 girone B 1980-1981 allo Stadio Fratelli Ballarin di San Benedetto del Tronto, in cui morirono due ragazze e rimasero seriamente ferite quasi un centinaio di persone di cui 13 ustionati gravi, comprese le due vittime.

## L'incidente
Il 7 giugno 1981 era una giornata molto calda, alle ore 17:00 (GMT+2) circa 7 quintali di striscioline di carta di giornale portati la stessa mattina all'interno della gremitissima Curva Sud dello stadio sambenedettese per festeggiare il ritorno della squadra locale nel campionato di Serie B, presero fuoco sotto 500 persone che rimasero per diversi minuti intrappolate all'interno della Curva in quanto le chiavi dei cancelli di emergenza non furono subito trovate; molte di queste persone, nella calca formatasi per sfuggire dal fuoco caddero sul rogo e furono assalite dalle fiamme che non poterono essere spente immediatamente a causa del mancato funzionamento dell'idrante più vicino.
Alle 17:16, dopo che furono spenti gli ultimi focolai e mentre gli ustionati e i feriti venivano trasportati all'ospedale cittadino con ambulanze, taxi e auto private d'emergenza, il direttore di gara Paolo Tubertini di Bologna, con più di un quarto d'ora di ritardo, diede inizio alla gara spiegando, in un'intervista a Il Resto del Carlino, perché fu giocata quella partita e raccontando i terribili attimi che lui stesso visse dal manto erboso.
Nel 2016, in un documentario realizzato dal giornalista Emidio Lattanzi per il quotidiano online La Nuova Riviera in occasione dei 35 anni dalla tragedia, l'arbitro Tubertini ha specificato che la decisione di far giocare la gara venne presa su suggerimento dei funzionari di pubblica sicurezza e in accordo sia con i giocatori che con i dirigenti delle due squadre al fine di evitare che l'uscita di massa degli spettatori dall'impianto sportivo potesse intralciare i soccorsi.

La curva sud dello Stadio "Ballarin" pochi istanti prima della Tragedia
La formazione della Sambenedettese scesa in campo prima del fischio d'inizio della gara, si nota il portiere Walter Zenga (il secondo in alto a sinistra) rivolgere lo sguardo verso la curva sud
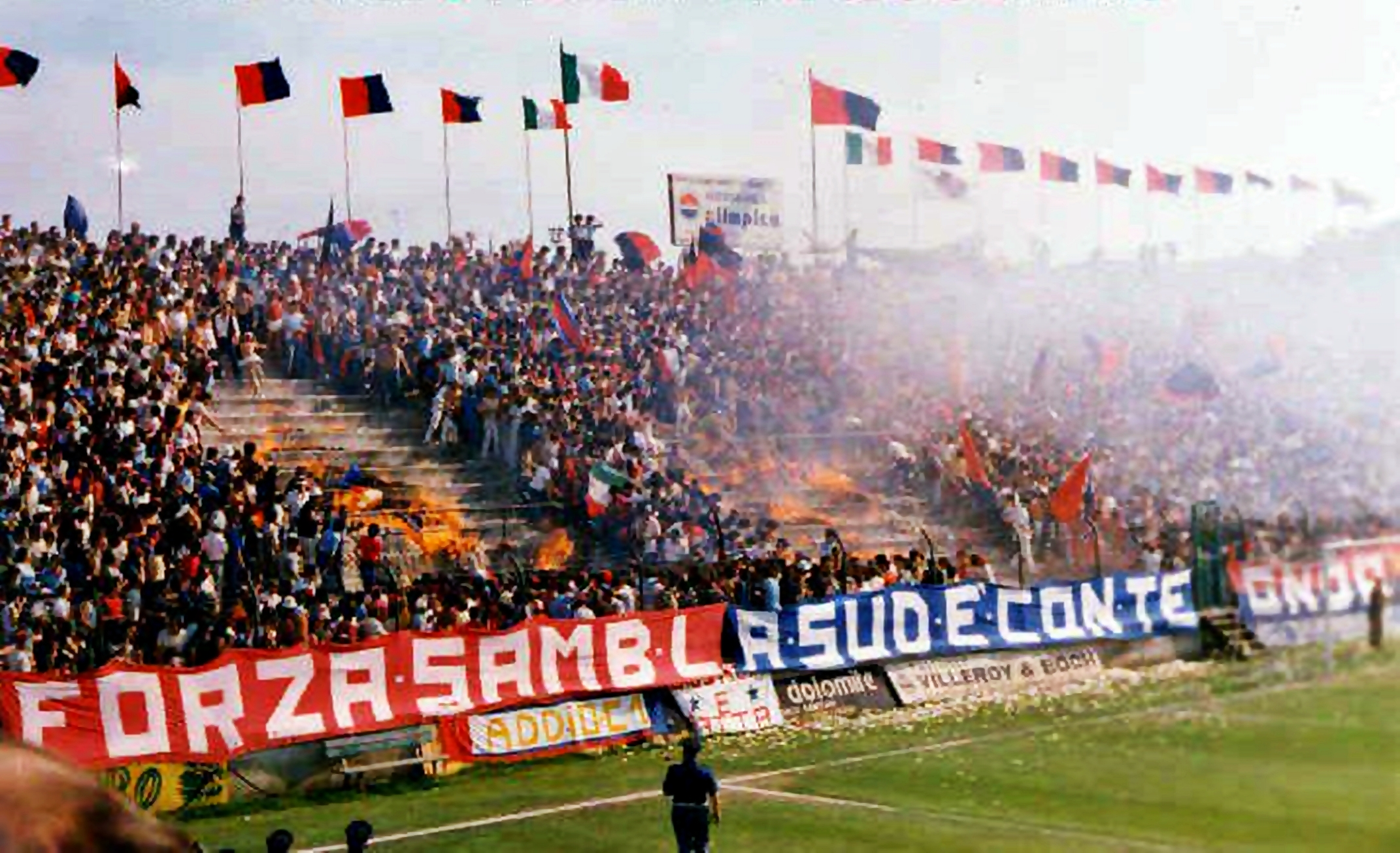
Momenti in cui l'incendio si diffonde nel settore della curva sud
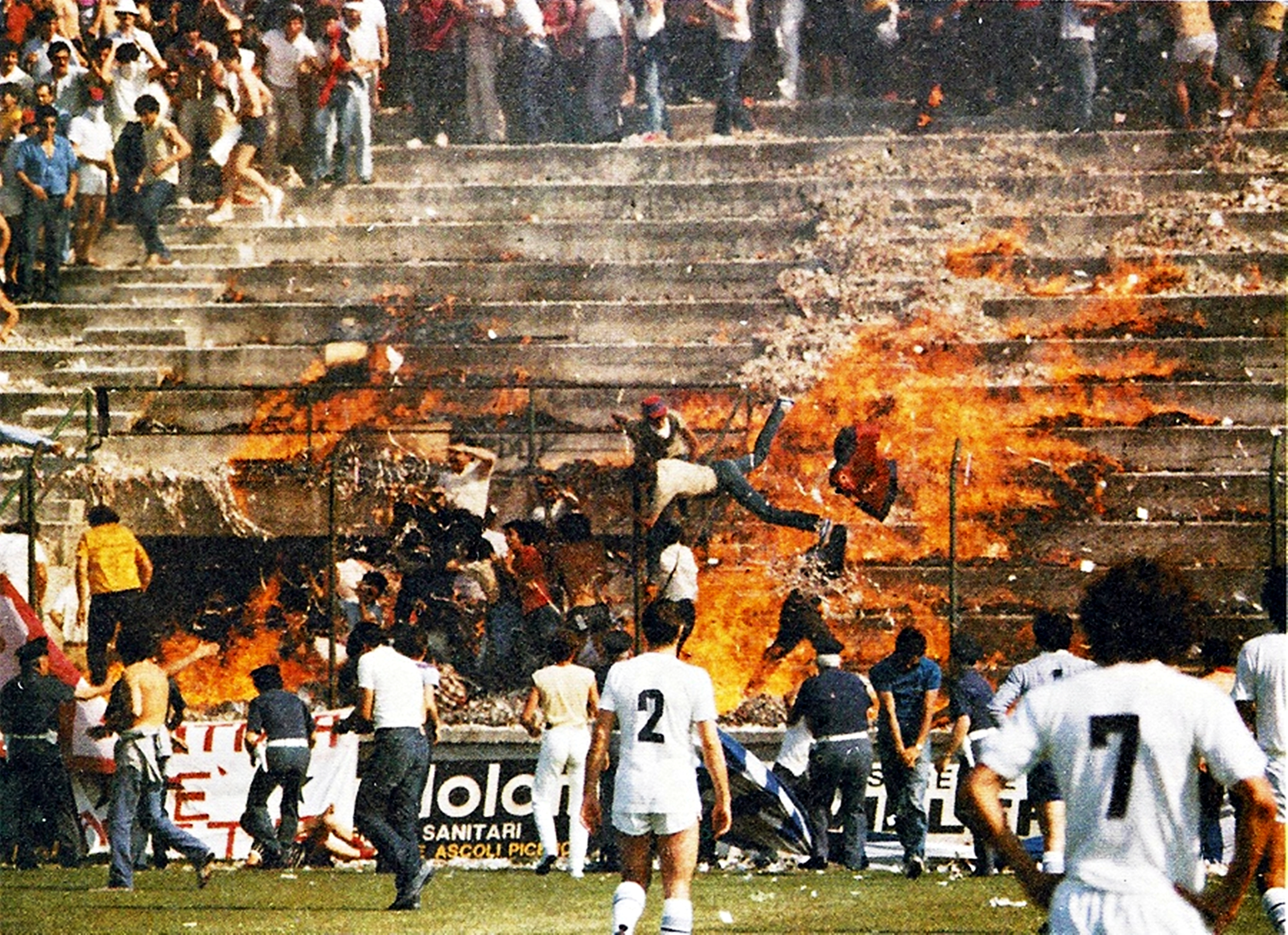
La curva sud ormai preda delle fiamme

## Le gravi conseguenze

Uno dei 13 ustionati più gravi sta per essere trasferito in elicottero in un "Centro Grandi Ustioni".

Di tutti i feriti ricoverati all'Ospedale Civile di San Benedetto del Tronto, i tredici più gravi furono trasferiti il giorno dopo in elicottero dallo Stadio "Ballarin" nei "Centri Grandi Ustioni" di tutta Italia:
- All'Ospedale Sant'Eugenio di Roma furono ricoverate due ragazze di 23 e 21 anni e un giovane di 13 anni;
- all'Ospedale M.Bufalini di Cesena due donne di 66 e 25 anni e due ragazzi di 28 e 17 anni;
- all'Ospedale Maggiore di Parma due ragazzi di 23 e 17 anni;
- al Policlinico di Padova due fratelli di 15 e 11 anni;
- all'Ospedale "A. Di Summa" di Brindisi altri due ragazzi di 13 e 10 anni;

## Le vittime
Le vittime furono due ragazze sambenedettesi:
- Maria Teresa Napoleoni, di 23 anni, deceduta nelle prime ore del 13 giugno 1981;
- Carla Bisirri, di 21 anni, deceduta la sera del 17 giugno 1981; entrambe morirono nel "Centro Grandi Ustioni" dell'Ospedale Sant'Eugenio di Roma in seguito a ustioni del I, II e III grado sul 70% della superficie corporea totale.

Il Rogo del Ballarin, per le sue conseguenze (2 morti, 64 ustionati di cui 11 in gravi condizioni e un totale di quasi 100 feriti) si deve considerare a tutt'oggi la più grave e la più grande tragedia accaduta all'interno di uno stadio italiano.

## Commemorazioni
(Walter Zenga in una intervista rilasciata alla Gazzetta dello Sport)

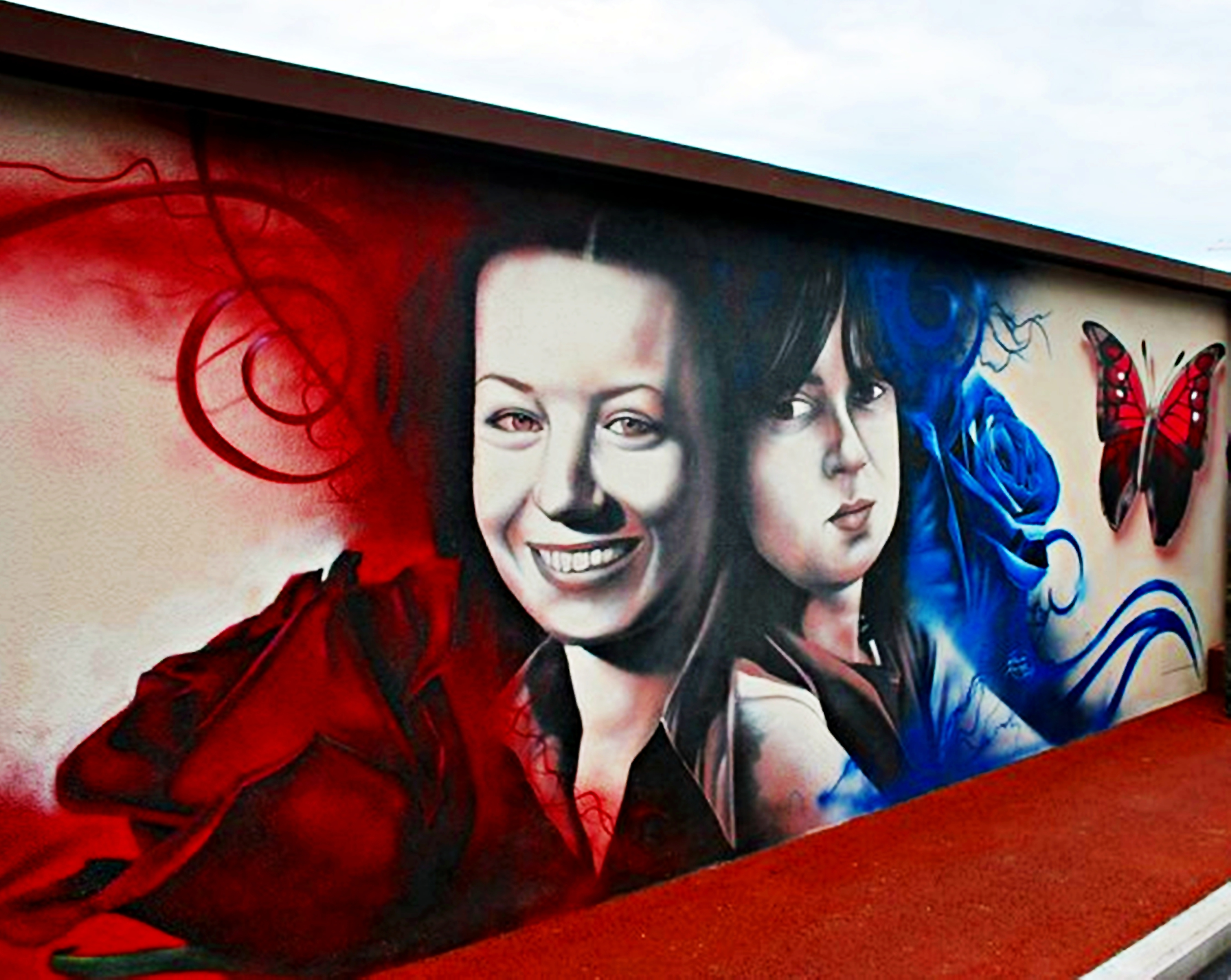
Murale in memoria delle due vittime del rogo Maria Teresa Napoleoni e Carla Bisirri presso lo Stadio Fratelli Ballarin.

Negli ultimi decenni ogni anno nell'anniversario della tragedia si svolgono diverse manifestazioni per commemorare le vittime e i feriti.
- Il 5 giugno 2011 per il 30º anniversario della tragedia l'Amministrazione Comunale di San Benedetto del Tronto e la Sambenedettese Calcio hanno inaugurato, all'interno della Tribuna Centrale dello Stadio "Riviera delle Palme", una targa in ricordo delle due vittime.[11][12]

(L'epitaffio della targa in memoria delle vittime della tragedia del rogo dello stadio Fratelli Ballarin, situata presso lo stadio Riviera delle Palme)
- Il 6 giugno 2011 è stato organizzato un triangolare a scopo benefico di calcio fra vecchie glorie della Sambenedettese Calcio, Pescara e l'Ascoli ma, per non incorrere in eventuali problematiche di ordine pubblico, si è deciso di rinunciare alla partecipazione dell'Ascoli. In sostituzione dei bianconeri hanno partecipato le vecchie glorie del Porto D’Ascoli Calcio, squadra di calcio di San Benedetto del Tronto. L'incasso della manifestazione è stato devoluto alla Fondazione Stefano Borgonovo Onlus.[13]

- Il 7 giugno 2011 è stata organizzata dal "Comitato per la riqualificazione del Ballarin" l'iniziativa "Un fiore per Carla e Maria Teresa": circa 150 persone si sono radunate presso la Gradinata Sud dello stadio Ballarin per commemorare le due vittime. Oltre alle autorità politiche presente anche una delegazione di tifosi del Foggia.[14]

- Il 25 luglio 2011 presso Villa Cellini a Cupra Marittima è stata organizzata una serata per ricordare quel tragico 7 giugno 1981.[15]

- Dal 29 aprile al 10 maggio 2017 presso la Palazzina Azzurra di San Benedetto Del Tronto si è svolta una Mostra dedicata a Carla Bisirri e Maria Teresa Napoleoni, le due ragazze vittime del tragico rogo dello stadio Ballarin del 7 giugno 1981 e al Grande Torino. L’evento, organizzato dall’"Associazione Noi Samb" e dal "Museo del Grande Torino e della Leggenda Granata" e curato da Luigi Tommolini, era intitolato "Lassù qualcuno ci ama" poi riproposto dal 4 giugno al 16 luglio a Villa Claretta Assandri in Grugliasco.[16][17]

- Il 3 giugno 2017 presso il "Museo del Grande Torino e della Leggenda Granata", è stata presentata la mostra temporanea intitolata "Lassù qualcuno ci ama", nel ricordo di Aldo Ballarin e Dino Ballarin, deceduti nella tragedia di Superga, e delle tifose rossoblù Carla Bisirri e Maria Teresa Napoleoni, vittime del rogo del Ballarin.[18][19][20]

- Il 14 luglio 2017 presso la Palazzina Azzurra di San Benedetto del Tronto si è svolta una serata in ricordo del "Rogo Ballarin" e delle sue giovani vittime all’interno della manifestazione culturale cittadina "Il cinema, il calcio e i sogni di libertà" organizzata dalla Fondazione Libero Bizzarri con le testimonianze di Luigi Tommolini e la proiezione del video "Lassù qualcuno ci ama".[21]

- Nel 2020 i responsabili negli anni '80 dei gruppi ultras della curva Sambenedettese e Veronese legati da un’antica e salda amicizia (in passato vi era anche un rapporto di gemellaggio) si sono riuniti per ricordare il rogo dello stadio Ballarin che portò alla morte Carla Bisirri e Maria Teresa Napoleoni.[22][23]

- Il 7 giugno 2021, in occasione del 40º anniversario del rogo del Ballarin, l'amministrazione comunale di San Benedetto del Tronto e i tifosi della Sambenedettese Calcio hanno inaugurato una serie di murales che raccontano le gesta della squadra locale nel corso dei decenni. Contemporaneamente è stato inaugurato un murale in memoria delle due vittime del rogo Maria Teresa Napoleoni e Carla Bisirri.[24][25][26][27]

## Rassegna stampa

Una immagine degli attimi in cui il rogo ha causato disagi e momenti di panico anche tra i calciatori che guardano attoniti e allo stesso tempo preoccupati
Articolo del Resto del Carlino del 08/06/1981
Prima pagina del Messaggero Marche del 08/06/1981
Intervista all'arbitro Turbertini, Resto del Carlino del 10/06/1981
Articolo sul trasporto degli Ustionati, Resto del Carlino del 09/06/1981
Articolo sulla sentenza di primo grado, La Stampa del 10/03/1989